# 젠 프로스키
젠 프로스크(Jenn Proske, 영어 발음: /ˈprɒsk/, 1987년 8월 8일 ~ )는 미국의 배우이다.
토론토에서 태어났다.

## 출연 작품

### 영화
- 그레이스랜드 1 (2013년)
- 뱀파이어 써커 (2010년) - 베카 역

## 텔레비전
- 그레이스랜드